# Stenalcidia rubiferaria
Stenalcidia rubiferaria là một loài bướm đêm trong họ Geometridae.